# 6163 Reimers
6163 Reimers eller 1977 FT är en asteroid i huvudbältet som upptäcktes den 16 mars 1977 av den tyske astronomen Hans-Emil Schuster vid La Silla-observatoriet. Den är uppkallad efter den tyske astronomen Dieter Reimers.
Asteroiden har en diameter på ungefär 2 kilometer och den tillhör asteroidgruppen Hungaria.